# Trypetisoma fenestrata
Trypetisoma fenestrata är en tvåvingeart som först beskrevs av de Meijere 1910.  Trypetisoma fenestrata ingår i släktet Trypetisoma och familjen lövflugor. Inga underarter finns listade i Catalogue of Life.